# Glen Benton
Glen Benton (Niagara Falls, Nueva York, 18 de junio de 1967) es un músico estadounidense, vocalista y bajista de la banda de death metal Deicide. También fue vocalista de estudio de Vital Remains, con los cuales ha realizado conciertos en algunas ocasiones.
Participó en los coros de la canción El Infierno de Dante (versión en inglés "Dante's Inferno") del álbum homónimo del grupo mexicano de thrash/death metal Transmetal. Dicho album fue grabado por Scott Burns en los estudios Morrisound Recording en Tampa, Florida. Estuvo cerca de vender 100 mil copias y tuvo una aceptación tan grande, que hizo que en 1994 la banda saliera en MTV.
Actualmente se encuentra colaborando con el artista egipcio Nader Sadek en su próximo disco The Malefic: Chapter II. Es conocido por su característica forma de cantar usando unos guturales bastante fuertes.

## Biografía
Nació en Niagara Falls, New York pero fue criado en Tampa, Florida. Fue aquí el 21 de julio de 1987, después de que el guitarrista Brian Hoffman respondió al anunció que Benton publicó en una revista local de música, donde Deicide se formó. 
La banda formada por Benton (bajo/voces), Hoffman, el hermano de Hoffman Eric (guitarras) y Steve Asheim (batería), fue llamada "Amon", en honor a la deidad egipcia Amón.
También ha cantado en otros grupos de death metal, más notablemente en Napalm Death en la canción Unfit Earth del álbum Harmony corruption y en Cannibal Corpse en A Skull full of maggots y Mangled del Eaten Back to Life y en Vomit the soul del Butchered at Birth.
Otra contribución importante fueron los coros en el disco El Infierno de Dante de Transmetal, banda de Thrash/Death Metal mexicano. Su vídeo salió en MTV en 1994. El disco fue grabado por Scott Burns en el Morrisound Recording (Tampa) y casi vendió 100 mil copias.

## Discografía

### Deicide
- Deicide (1990)

- Legion (1992)

- Once Upon The Cross (1995)

- Serpents Of The Light (1997)

- Insineratehymn (2000)

- In Torment In Hell (2001)

- Scars of the Crucifix (2004)

- The Stench Of Redemption (2006)

- Till Death Do Us Part (2008)

- To Hell with God (2011)

- In the Minds of Evil (2013)

- Overtures of Blasphemy (2018)

### Vital Remains
Dawn Of The Apocalypse
- Dechristianize (2003)

- Icons of Evil (2007)

### Transmetal
- El Infierno de Dante (1994)